# サイコ・ビーチ・パーティ
『サイコ・ビーチ・パーティ』（Psycho Beach Party）は、2000年のアメリカ映画。

## 概要
1960年代に一世風靡した青春ビーチ・コメディと1970年代のスラッシャー映画をドッキングしたパロディ・コメディ。能天気なビーチ・コメディのテイストにホラーを盛り込んだB級テイストな作品。

## キャスト
※括弧内は日本語吹替
- フローレンス・フォレスト - ローレン・アンブローズ（増田ゆき）
- カナカ - トーマス・ギブソン
- スターキャット - ニコラス・ブレンドン
- ベティーナ・バーンズ - キンバリー・デイヴィス
- モニカ・スターク警部 - チャールズ・ブッシュ（星野充昭）
- バーディーン - ダニー・ウィーラー
- ラース - マット・キースラー
- ルース・フォレスト - ベス・ブロデリック
- メイヴェル・アン - エイミー・アダムス
- ヨーヨー - ニック・コーニッシュ
- プロヴォロニー - アンドリュー・レヴィタス
- ロンダ - キャスリーン・ロバートソン

## スタッフ
- 監督：ロバート・リー・キング
- 脚本：チャールズ・ブッシュ
- 撮影：アルトゥーロ・スミス
- 音楽：ベン・ヴォーン